# قرار مجلس الأمن التابع للأمم المتحدة رقم 1323
قرار مجلس الأمن التابع للأمم المتحدة 1323 ، الذي اتخذ بالإجماع في 13 أكتوبر 2000 ، بعد الإشارة إلى القرارات 1291 (2000) و 1304 (2000) و 1316 (2000) بشأن الحالة في جمهورية الكونغو الديمقراطية ، مدد مجلس الأمن ولاية بعثة الأمم المتحدة في جمهورية الكونغو الديمقراطية حتى 15 ديسمبر 2000.
وأعرب مجلس الأمن عن أسفه لاستمرار الأعمال العدائية في جمهورية الكونغو الديمقراطية، وعدم التعاون مع الأمم المتحدة، وعدم إحراز تقدم نحو إقامة حوار وطني. وأعرب عن قلقه إزاء الآثار الناجمة عن النزاع على الحالة الإنسانية وحالة حقوق الإنسان في البلد، بما في ذلك الاستغلال غير القانوني للموارد الطبيعية. قال أعضاء المجلس خلال الاجتماع إنه لا بد من إحراز تقدم فيما يتعلق بالقرارات السابقة بشأن النزاع في غضون شهرين، مع التهديد بإنهاء بعثة الأمم المتحدة في جمهورية الكونغو الديمقراطية.